# Łasica pręgowana
Łasica pręgowana (Mustela strigidorsa) – gatunek małego drapieżnego ssaka z rodziny łasicowatych (Mustelidae). Zamieszkuje tereny od Nepalu na wschodzie, poprzez północno-wschodnie Indie, Mjanmę i południowe Chiny do Wietnamu i na południe do centralnego Laosu na wysokościach od 1000–2500 m.  W Czerwonej Księdze IUCN oznaczono go jako gatunek najmniejszej troski.
Od innych gatunków z rodzaju Mustela wyróżnia go wąski pas srebrzystego futra od karku niemal do nasady ogona i odpowiadający mu na brzuchu pas żółtawego futra na klatce piersiowej i podbrzuszu. Reszta futra po wierzchniej stronie ciała jasno- lub ciemnoczekoladowa, czasem bledsza na głowie i zwykle ciemniejsza wzdłuż pasa grzbietowego. Ogon i nogi w podobnej barwie. Górna warga, od nosa, policzki i gardło do wysokości uszu jasne, od niemal białego do żółtobrunatnego. Na tylnej części gardła i z przodu klatki piersiowej jasny odcień stopniowo zwęża się i między przednimi łapami zamienia się w pas jasnego futra biegnącego do podbrzusza.
Podeszwy stóp nagie. Ogon długości 1/3-1/2 długości ciała. Długość ciała u samicy zbadanej w Laosie wynosiła 28,5 cm, a długość ogona 15,2 cm.
Niewiele wiadomo o biologii i zachowaniach łasicy pręgowanej. Do tej pory zbadano dopiero osiem osobników, trzy z Sikkim i po jednym z Nepalu, Laosu, Mjanmy, Tanintharyi i Tajlandii. Inne przypadki spotkań z przedstawicielami gatunku mogły nie zostać udokumentowane. W Nagaland widziano osobnika skradającego się za dużym jamrajowatym. Osobnik z Mjanmy natomiast pochodził z gęstej, położonej na wzgórzach dżungli.